# Tenere fája

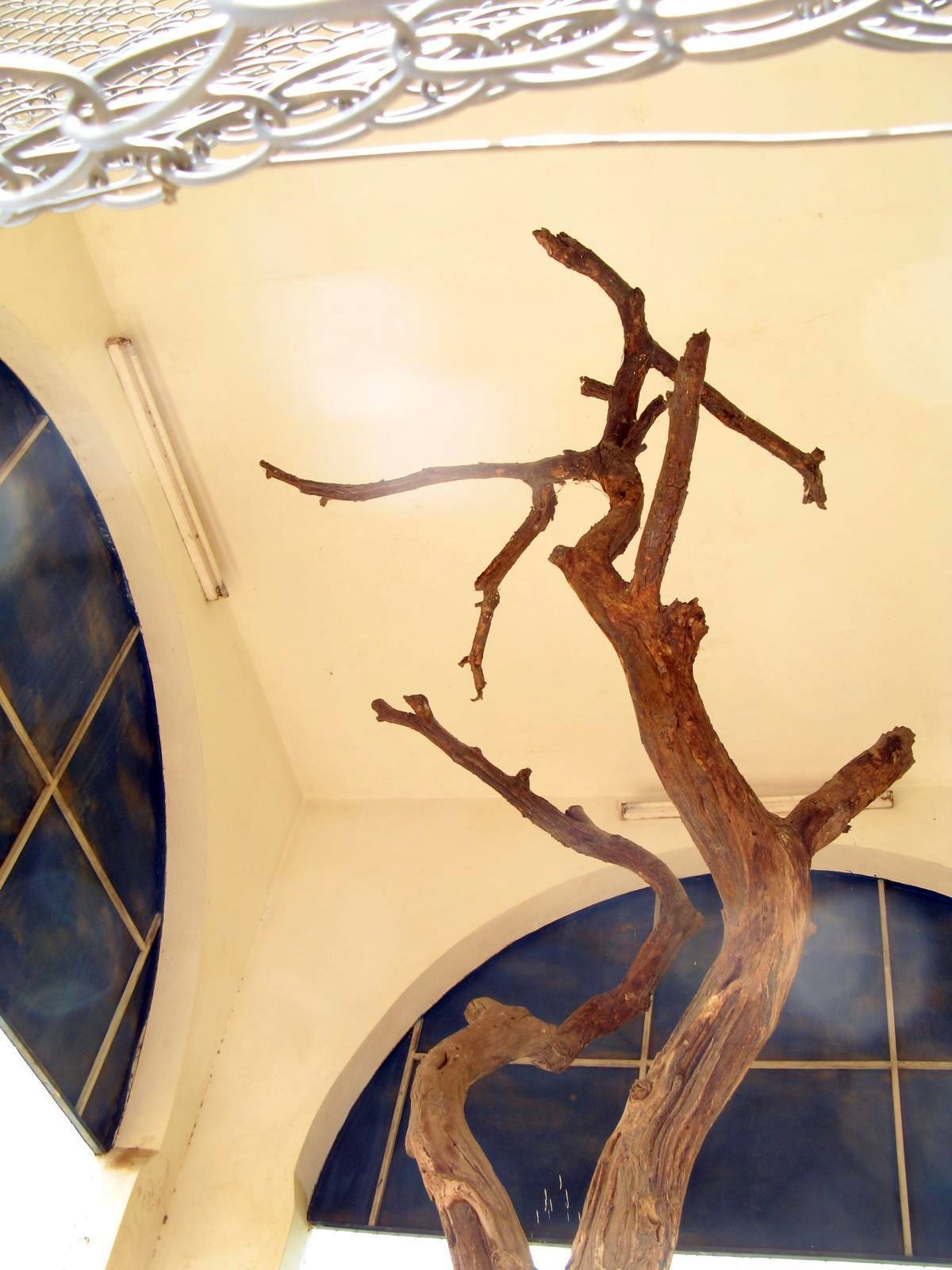
Tenere fája maradványa a nigeri fővárosban, Niameyben

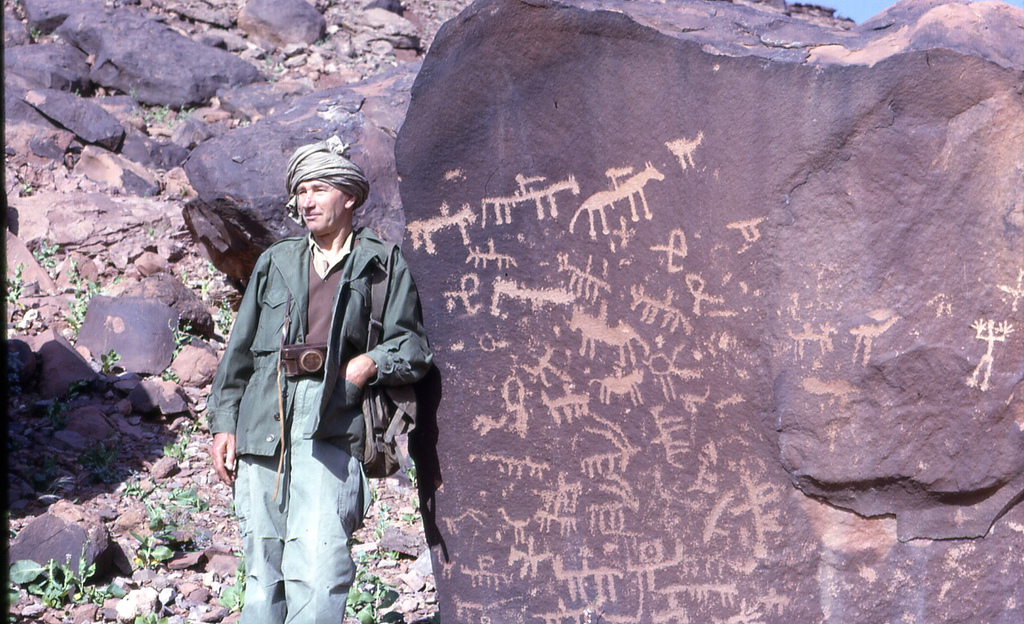
Henri Lhote, francia felfedező, etnográfus kétszer is meglátogatta a fát

A Tenere fája (franciául L'Arbre du Ténéré) egy magányos akácia (ernyőakácia, Acacia tortilis vagy palesztin akácia, Acacia raddiana) volt a nigeri Tenere sivatagban, amelyet a Föld legmagányosabb fájának tartottak 1973-ban bekövetkezett elpusztulásáig, mivel 400 kilométeres körzetén belül nem élt más fa a közelében. A társtalan akácia az életbenmaradásához szükséges vizet 36 méter mélyről nyerte. Az elpusztult fa élőhelyén a sivatag gyakran 50 Celsius fok fölé is felmelegszik, éjszaka pedig akár a fagypontig is lecsökken.

## Eredete és élete
A legutóbbi olyan időszak, amelyben a Szahara éghajlata nedvesebb volt, 7500-7000 évvel ezelőtt kezdődött és 3500-3000 évvel ezelőtt ért véget. Valószínűleg ez alatt az újkőkori pluviális kor alatt alakult ki az a facsoport, amelynek utolsó maradványa a Tenere fája volt. A fa életkora nem ismert, de tudományos kutatások szerint az ernyőakácok akár 200-650 éves kort is megérhetnek, a Szahara egy másik régiójában, az egyiptomi Keleti-sivatagban élő nomád közösségek tanúsága szerint pedig még ennél idősebb példányaik is lehetnek. Legenda szól arról, hogy a fát egykor egy muszlim szent sírján ültették és a hiedelem szerint bárki, aki megzavarta az akácot vagy levágta az ágakat, azt követően nemsokára megbetegedett és meghalt.
Nem tudni, mikor érte a vég a fa utolsó társát, de az biztos, hogy több évtizeden keresztül állt magányosan az óriási homoklapály közepén, egy forgalmas sószállító karavánút mentén. A Tenerét átszelő, főként sót szállító karavánok számára fontos tájékozódási pontként szolgált. A magányos Akácia élő világítótoronyként működött Agadez és az oázis város Bilma közötti úton. Az állattenyésztő nomád tuaregek szentnek tartották, a fa ágait nem használták tüzelőnek és nem engedték, hogy tevéik megegyék a leveleit.
1938-39 telén a francia katonaság kutat ásatott a közelében. A munkálatokat vezető Lamotte őrmester szerint a víztartó réteg 33 méter mélyen kezdődött és legalább 36 méterig nyúlt le, a fa gyökerei 35 méter mélyre értek.

## Pusztulása és emlékezete

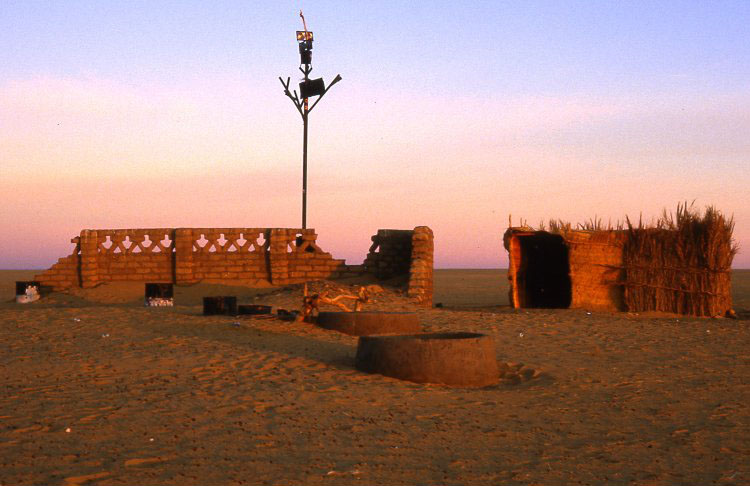
A néhai fa helyét 1985 óta egy fémépítmény jelzi

Henri Lhote, francia felfedező, etnográfus kétszer is meglátogatta a fát. 1934-ben „szép zöld levelei és néhány sárga virága” ellenére már betegesnek, törzse elkorcsosultnak tűnt. Huszonöt évvel később, 1959-ben még rosszabb állapotban volt: két ága közül az egyik letört, a másik levéltelen nyúlt az ég felé. Lhote tudomása szerint egy Bilmába tartó teherautó ütközött neki, Raymond Mauny francia történész értesülése szerint azonban egy katonai teherautó tolatott neki az ágnak, ami eltörött, és így le kellett vágni.
A még élő fáról az egyik utolsó fényképet 1972. augusztusában Pierre Destruel készítette.
A fa 1973-ban pusztult el, amikor egy líbiai kamionsofőr – állítólag részegen – nekihajtott és kidöntötte. Az akácia maradványait 1973. november 8-án a niameyi Nigeri Nemzeti Múzeumba szállították és egy külön pavilonban állították ki. Eredeti helyén egy fémből készült, fát formázó emlékművet emeltek.
A világ legmagányosabb fáját még egyes 1:4 000 000 léptékű térképeken is feltüntették.

## Fordítás
- Ez a szócikk részben vagy egészben az Arbre du Ténéré című angol Wikipédia-szócikk ezen változatának fordításán alapul.  Az eredeti cikk szerkesztőit annak laptörténete sorolja fel. Ez a jelzés csupán a megfogalmazás eredetét és a szerzői jogokat jelzi, nem szolgál a cikkben szereplő információk forrásmegjelöléseként.